# Solarij
Solarij je tehnički uređaj za zračenje tijela s UV-svjetlom. Svrha korištenja solarija je preplanulost te estetski razlozi. Također koristi se u medicini za liječenje kožnih bolesti poput akni.
Sastoji se od donje ploče za ležanje i gornje ploče, kojom se zatvara. Na obje ploče nalaze se posebne UV-cijevi ili UV-lampe.
Solarij je opremljen mjeračem vremena. Pomoću UV-cijevikoje oponašaju sunčevu svjetlost, tamni koža. Nakon određenog vremena, treba se promijeniti položaj, da se ravnomjerno potamni. Postoji više tipova solarija, koji se razlikuju po snazi i zračenju, što ovisi o vrsti UV-cijevi.

## Rizik
Izlaganje UV zračenjima može promijeniti DNK u koži, stanični ciklus se poremeti. Izlaganje kože ultraljubičastom zračenju ubrzava starenje kože i povećava rizik od raznih oblika raka kože. Stoga, prema dermatolozima treba izbjegavati prekomjerno korištenje solarija, a maloljetnici ne bi ga smjeli ni koristiti.  Postoje propisi koji regulariju korištenje solarija, njihovim pridržavanjem smanjuju se opasnosti korištenja solarija.